# Distrito de Chincha Baja
El distrito de Chincha Baja es uno de los once que conforman la provincia de Chincha ubicada en el departamento de Ica en el Sur del Perú.
Desde el punto de vista jerárquico de la Iglesia católica forma parte de la Diócesis de Ica.

## Historia
Chincha Baja, creado con el nombre de "Villa Santiago de Almagro" el 20 de octubre de 1537 por el conquistador Diego de Almagro, cuando aún pertenecía a la jurisdicción de la provincia de Cañete, de la que es desmembrada conjuntamente con el distrito de Chincha Alta en el año 1866 al crearse el Departamento de La Independencia (hoy Departamento de Ica). Durante la Guerra del Pacífico sirvió de cuartel general a los chilenos. Dentro de sus límites se encuentra el centro administrativo del reino Chincha, conocida como Huaca La Centinela.
El distrito fue creado en los primeros años de la República.

## Geografía
Tiene una población de 12.387 habitantes, con una tasa de crecimiento anual de 1.01%, que se asientan sobre una superficie de 95,52 km². La ciudad se encuentra a una altitud de 40  m s. n. m.

## Autoridades

### Municipales
- 2002-2006
- Alcalde: Noe García Carrizales.
- 2011 - 2014[2]
  - Alcalde: Emilio Marcelo Del Solar Salazar, del Movimiento Alianza Regional Independiente.
  - Regidores: Rita Elena Oller de Jordan (ARI), Juana Rosa Fuentes Tasayco (ARI), Pedro Pablo Mesías Pecho (ARI), Néstor Humberto Quispe Mesías (ARI), Carlos Jesús Sándiga Hernández (Fuerza 2011).
- 2007 - 2010
  - Alcalde: Emilio Marcelo Del Solar Salazar.
  - ((2015)) .((2018))
  - Oscar Williams Rojas Ormeño
  - ((2019)) .((2022))
  - Emilio Del Solar Salazar
  - Alcalde actual:
  - Mirtha Hernández De Ormeño

### Religiosas
- Párroco: Pbro. Donato Díaz (Parroquia Santiago Apóstol).[3]
- Párroco actual: Franklin Huamanñahui Aguirre

## Festividades
- Señor de los Milagros.
- Santiago Apóstol
- Virgen del Carmen
- Semana Santa

## Sitios arqueológicos en Chincha Baja
- Huaca La Centinela
- Huaca San Pedro
- Huaca La Centinela San Pedro